# Fort de Liers
Le fort de Liers était l'un des douze ouvrages de la ceinture fortifiée de Liège, en Belgique. Il est situé sur le territoire de la commune de Juprelle, est occupé par la firme Safran Aero Boosters qui teste des moteurs d'avions ; le fort n'est pas visitable.